# Catedral de San Patricio y San Colmán (Newry)
La Catedral de San Patricio y San Colmán o bien la Catedral de Newry (en inglés:  Cathedral of Saint Patrick and Saint Colman) es una catedral católica ubicada en Newry, Irlanda del Norte en el Reino Unido. Es la sede episcopal de la Diócesis de Dromore. La Sede de Dromore fue fundada en el siglo VI por Colman de Dromore, y tuvo su propia jurisdicción independiente desde entonces. La antigua catedral de Dromore, que había sido tomada por los protestantes, fue incendiada por los insurgentes irlandeses en 1641, y reconstruida por el obispo Taylor veinte años más tarde; la Iglesia Católica se erigió más tarde. La sede de la catedral, sin embargo, fue trasladada hace unos doscientos años a Newry, la ciudad más grande del condado de Down, y un lugar de gran interés histórico, situado en la cabecera del Lago de Carlingford. La Catedral de Newry se inició en 1825 y se terminó en 1829. La catedral fue ampliada y embellecida por el obispo Henry O'Neill, quien sucedió al obispo McGivern en 1901.